# Одним прекрасным утром
«Одним прекрасным утром» — художественный фильм режиссёра Мии Хансен-Лёве совместного производства Франции и Германии с Леа Сейду в главной роли. Премьера состоялась в мае 2022 года на Каннском кинофестивале, фильм получил высокие оценки критиков.

## Сюжет
Главная героиня фильма — мать-одиночка, которая начинает новые отношения с непредсказуемым женатым мужчиной. Параллельно она должна помогать отцу, страдающему дегенеративным заболеванием.

## В ролях
- Леа Сейду — Сандра Кинзлер
- Мельвиль Пупо — Клеман
- Паскаль Греггори — Жорж Кинзлер
- Николь Гарсия — Франсуаза
- Сара Ле Пикар — Элоди Кинзлер
- Пьер Минье — Мишель

## Создание и оценки
В сентябре 2020 года стало известно, что Леа Сейду, Мелвиль Пупо, Паскаль Грегори и Николь Гарсия присоединились к актёрскому составу фильма, который снимет Миа Хансен-Лев по собственному сценарию. В июне 2021 года появилась информация, что фильм будет продюсировать Mubi. Компании Les films du losange и Weltkino Film стали дистрибьюторами во Франции и Германии соответственно.
Съёмки начались в июне 2021 года. Премьера состоялась в мае 2022 года на Каннском кинофестивале. 5 октября фильм вышел в театральный прокат во Франции, 8 декабря — в Германии. 11 апреля 2023 года начался релиз в формате видео по запросу.
На сайте-агрегаторе отзывов Rotten Tomatoes картина получила рейтинг 93 % при средней оценке 8,2 из 10. На сайте Metacritic её оценили на 86 баллов из 100, что означает «всеобщее признание». Обозреватель портала «Кинотексты» Екатерина Уварова охарактеризовала «Одним прекрасным утром» как «эстетически красивую историю» «о быстротечности времени, о жизни, о том, что нет ничего страшного в неизбежном».